# Gentleman
«Gentleman» (кор. 신사) — сингл южнокорейского исполнителя и автора песен PSY. Клип на эту композицию вышел на YouTube 13 апреля 2013 года и за первые сутки набрал около 50 миллионов просмотров, установив тем самым новый рекорд. На данный момент у клипа более 1 миллиарда просмотров.

## Видеоклип
Вместе с песней вышел видеоклип, в котором PSY издевается над девушками: увеличивает скорость на беговой дорожке, развязывает бикини и даже даёт понюхать свои газы. В основном, песня исполняется на корейском языке. Припев «I’m a mother, father, gentleman» созвучен с английским бранным словом. Главную роль в клипе, совместно с PSY, сыграла известная южнокорейская певица Га-ин.
Впервые видеоклип был показан 13 апреля 2013 года на концерте исполнителя под названием «Happening», а также прямой трансляцией на YouTube из Сеула. Данная запись побила рекорд за 5 дней и появилось больше чем 48 миллионов пиратских Веб-сайтов, которые добавили данный хит на свою площадку (По данным v-music.ru).

## Популярность наYouTube
Такое большое количество просмотров за первые дни объясняется легко: после сногсшибательного успеха клипа Gangnam style публика с нетерпением ждала нового, не менее интересного и зрелищного видеоклипа от PSY.
31 июля 2013 года клип набрал свои первые 500 000 000 просмотров.

## География
Клип Gentleman активно смотрят из более чем 200 стран мира, особенно из США (37 % всех Интернет-зрителей), Евросоюза (20 %), Австралии. В самой Корее, а также в Китае и Австралии взорвал местные Интернет-сайты по числу скачиваний и просмотров. В России также идёт популярность просмотра на видеохостинге Youtube.

## Запрет клипа
Руководство южнокорейской вещательной телерадиокомпании KBS отказалось пускать в эфир клип певца так как, по мнению представителей телеканала, данный видеоролик пропагандирует аморальность и учит молодёжь плохому поведению.